# Podací lístek

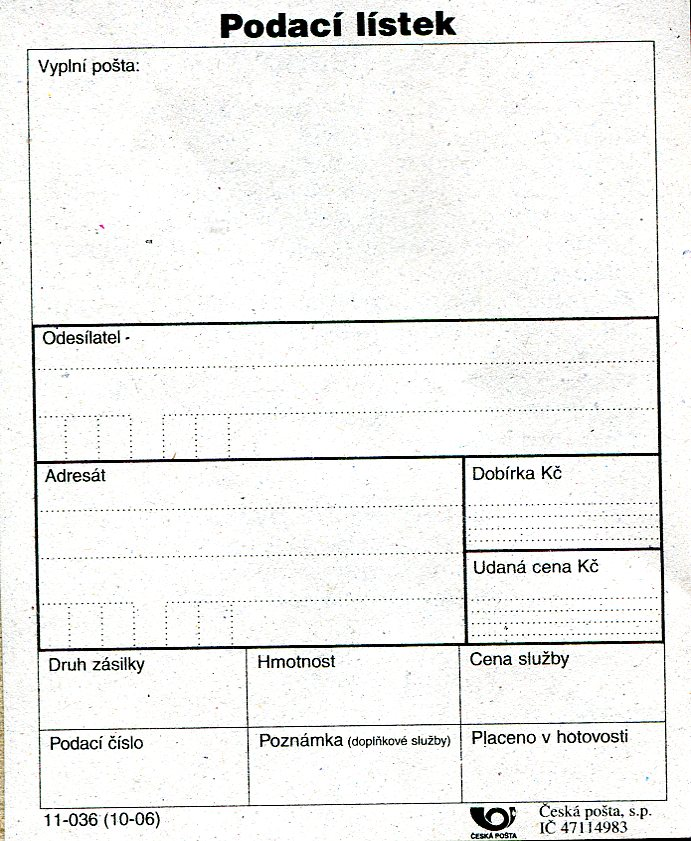
Podací lístek

Podací lístek je tiskopis, do kterého se zapisuje jméno odesílatele a jméno adresáta, udaná cena, druh zásilky, hmotnost a cena služby. Některé údaje vypisuje pošta a některé odesílatel. Používá se při odesílání doporučeného dopisu a balíku. Poštou stvrzený vyplněný lístek se stává stvrzenkou, dokladem stvrzujícím podání jednotlivě zapsaných poštovních zásilek. Podací lístky jsou vytištěny jako předepsaný tiskopis, formulář. V současnosti je možné podací lístky vyplnit i online na webu, čímž lze ušetřit čas, před zdlouhavým vypisováním podacích lístků ručně. 
Existovaly dříve podací lístky na telegramy. I ty se staly po vyplnění a potvrzení poštou stvrzenkou o podání a zaplacení poplatku za odeslaný telegram. V období po roce 1919 se na území Československa používaly jako celina s natištěnou doplatní známkou.
Poznámka: Na obrázku je zobrazena starší verze podacího lístku. Nová verze obsahuje položky telefonní číslo a e-mail pro informování adresáta a odesilatele o „cestě zásilky“ pomocí služby Sledování zásilek (Track&Trace).